# Veon
Veon Ltd. eller VEON) er en nederlandsk multinational telekommunikationsvirksomhed. De driver virksomhed i Asien, Afrika og Europa med en række datterselskaber og brands. Virksomheden blev etableret som VimpelCom Ltd. i 2009 og i 2017 skiftede de navn til VEON.